# Росен (Грчка)
Росен или Росна (грч. Σιταριά, Ситарија) је насеље у Грчкој у општини Лерин, периферија Западна Македонија. Према попису из 2021. било је 533 становника.
Македонски историчар Тодор Симовски, 1998. године наводи да је Росен словенско насеље.

## Становништво
| Година       | 1951 | 1961 | 1971 | 1981 | 1991 | 2001 | 2011 |
| ------------ | ---- | ---- | ---- | ---- | ---- | ---- | ---- |
| Становништво | 805  | 847  | 733  | 714  | 736  | 812  | 718  |